# Engoulevent de Mees
Caprimulgus meesi
Espèce
Statut de conservation UICN

 LC  : Préoccupation mineure
L'Engoulevent de Mees (Caprimulgus meesi) est une espèce d'oiseaux de la famille des Caprimulgidae.

## Répartition
Cette espèce est endémique d'Indonésie, vivant sur Florès et Sumba.

## Étymologie
La dénomination spécifique, meesi, commémore l'ornithologue néerlandais Gerlof Fokko Mees.